# Liste der römisch-katholischen Bischöfe für die Schweiz
In dieser Liste finden sich alle lebenden römisch-katholischen Bischöfe auf dem Gebiet der Schweizerischen Eidgenossenschaft.

## Bischöfe in den Schweizer Bistümern
|                 |                                    | Bischofsweihe Amtsübernahme | Titularbischofssitz  | sonstiges | Wappen | Abbildung |
|                 | Immediat                           |                             |                      | |        |           |
|                 | Bistum Basel                       |                             |                      | |        |           |
| --------------- | ---------------------------------- | --------------------------- | -------------------- | --- | ------ | --------- |
| Bischof         | Felix Gmür                         | 16. Januar 2011             |                      | seit 2019 Präsident der Schweizer Bischofskonferenz                                                          |        |           |
| Weihbischof     | Josef Stübi                        | 26. Februar 2023            | Lemellefa            | |        |           |
| Bischof em.     | Hansjörg Vogel                     | 4. April 1994               |                      | em. 2. Juni 1995                                                                                             |        |           |
| Weihbischof em. | Martin Gächter                     | 3. Februar 1987             | Betagbarar           | em. 22. Dezember 2014                                                                                        |        |           |
| Weihbischof em. | Denis Theurillat                   | 22. Juni 2000               | Tubulbaca            | em. 8. Februar 2021                                                                                          |        |           |
|                 | Bistum Chur                        |                             |                      | |        |           |
| Bischof         | Joseph Maria Bonnemain             | 19. März 2021               |                      | |        |           |
| Weihbischof em. | Marian Eleganti OSB                | 31. Januar 2010             | Lamdia               | em. 15. Februar 2021                                                                                         |        |           |
|                 | Bistum St. Gallen                  |                             |                      | |        |           |
| Bischof         | Beat Grögli                        | 5. Juli 2025                |                      | |        |           |
| Bischof em.     | Markus Büchel                      | 17. September 2006          |                      | em. 13. August 2024, seitdem Apostolischer Administrator 2013–2015 Präsident der Schweizer Bischofskonferenz |        |           |
|                 | Bistum Lausanne, Genf und Freiburg |                             |                      | |        |           |
| Bischof         | Charles Morerod OP                 | 11. Dezember 2011           |                      | 2016–2018 Präsident der Schweizer Bischofskonferenz                                                          |        |           |
| Weihbischof     | Alain de Raemy                     | 30. November 2013           | Turris in Mauretania | |        |           |
| Weihbischof em. | Pierre Farine                      | 20. Oktober 1996            | Tragurium            | em. 30. Juni 2015                                                                                            |        |           |
|                 | Bistum Sitten                      |                             |                      | |        |           |
| Bischof         | Jean-Marie Lovey CRB               | 28. September 2014          |                      | |        |           |
| Bischof em.     | Norbert Brunner                    | 9. Juni 1995                |                      | 2010–2013 Präsident der Schweizer Bischofskonferenz; em. 8. Juli 2014                                        |        |           |
|                 | Bistum Lugano                      |                             |                      | |        |           |
| Bischof         | vakant                             |                             |                      | |        |           |
| Bischof em.     | Pier Giacomo Grampa                | 25. Januar 2004             |                      | em. 4. November 2013, Päpstlicher Hauskaplan                                                                 |        |           |
| Bischof em.     | Valerio Lazzeri                    | 4. November 2013            |                      | em. 10. Oktober 2022                                                                                         |        |           |

## Territorialabteien
In der Schweiz gibt es zwei Territorialabteien, deren Äbte auch die Bischofsfunktion für die Diözese des Klosters innehaben.
|         |                           | Abtsbenediktion Amtsübernahme | Amtsniederlegung | Wappen | Abbildung |
|         | Immediat                  |                               |                  |        |           |
|         | Abtei Einsiedeln          |                               |                  |        |           |
| ------- | ------------------------- | ----------------------------- | ---------------- | ------ | --------- |
| Abt     | Urban Federer OSB         | 10. Dezember 2013             |                  |        |           |
| Abt em. | Martin Werlen OSB         | 16. Dezember 2001             | 2013             |        |           |
|         | Abtei Saint-Maurice       |                               |                  |        |           |
| Abt     | vakant                    |                               |                  |        |           |
| Abt em. | Jean César Scarcella CRSA | 1. August 2015                | 28. Juni 2025    |        |           |

## Abteien
Die Abteien in der Schweiz sind Immediate und unterliegen daher nur sehr eingeschränkt der Aufsicht des Diözesanbischofs. Sie sind in vielen rechtlichen Belangen den Bischöfen gleichgestellt. 
|         |                      | Abtsbenediktion Amtsübernahme | Amtsniederlegung |
|         | Immediat             |                               |                  |
|         | Abtei St. Otmarsberg |                               |                  |
| ------- | -------------------- | ----------------------------- | ---------------- |
| Abt     | Emmanuel Rutz OSB    | 9. Mai 2013                   |                  |
| Abt em. | Ivo Auf der Maur OSB | 1992                          | 1999             |
|         | Abtei Disentis       |                               |                  |
| Abt     | Vigeli Monn OSB      | 19. April 2012                |                  |
|         | Kloster Engelberg    |                               |                  |
| Abt     | Christian Meyer OSB  | 8. Dezember 2010              |                  |
| Abt em  | Berchtold Müller OSB | 1988                          |                  |
|         | Kloster Mariastein   |                               |                  |
| Abt     | Peter von Sury OSB   | 2. Juli 2008                  |                  |
| Abt em. | Lukas Schenker OSB   | 1995                          | 2008             |

## Schweizer Kurienbischöfe
|          |           | Bischofsweihe Amtsübernahme | Titularbischofssitz                          | sonstiges | Wappen | Abbildung |
| -------- | --------- | --------------------------- | -------------------------------------------- | --- | ------ | --------- |
| Kardinal | Kurt Koch | 6. Januar 1996 1. Juli 2010 | Titeldiakonie Nostra Signora del Sacro Cuore | Präsident des Päpstlichen Rates zur Förderung der Einheit der Christen Kardinal seit 20. November 2010 Bischof von Basel 1996–2010 2007–2009 Präsident der Schweizer Bischofskonferenz |        |           |

## Schweizer Bischöfe im Diplomatischen Dienst
|            |                      | Bischofsweihe Amtsübernahme      | Titularbischofssitz                            | sonstiges                                                         | Wappen | Abbildung |
| ---------- | -------------------- | -------------------------------- | ---------------------------------------------- | ----------------------------------------------------------------- | ------ | --------- |
| Kardinal   | Emil Paul Tscherrig  | 27. Juni 1996 5. Januar 2012     | Voli                                           | Apostolischer Nuntius in Italien und San Marino                   |        |           |
| Erzbischof | Jean-Claude Périsset | 6. Januar 1997 12. November 1998 | Accia (bis 12. November 1998) Iustiniana Prima | em. 21. September 2013 zuvor Apostolischer Nuntius in Deutschland |        |           |